# Маллет, Фредрик
Фредрик Маллет (швед. Fredric Mallet; 10 марта 1728, Стокгольм — 27 июня 1797, Уппсала) — шведский астроном и математик. Автор расчётов, с помощью которых учёным удалось определить расстояние от Солнца до Земли.

## Биография
Родился в семье производителя табака. Поступив в Уппсальский университет, он начал изучать математику у Самуэля Клингенстирны и астрономию у Мортена Стрёмера. Также он брал дополнительные уроки по математике у постоянного секретаря Шведской академии наук Пера Эльвиуса. Закончив университет после защиты диплома под руководством Стрёмера, он получил квалификацию доцента в области астрономии, написав диссертацию о движении Меркурия. После смерти отца финансовое положение Маллета сильно ухудшилось, но благодаря хорошей успеваемости он смог продолжить изучение астрономии и математики в Уппсале в ожидании вакантной должности доцента. В 1754 году получив должность адъюнкт-профессора и попросив свою мать оформить на себя денежный займ, он на полученные деньги отправился в путешествие по Европе.
Вернувшись в Швецию, он был назначен наблюдателем в Уппсальскую обсерваторию, где проработал 16 лет. На этом посту он по поручению академии наук вёл наблюдение за прохождением Венеры, для получения данных, с помощью которых можно было определить Параллакс Солнца и расстояние от Солнца до Земли. Он занимался этим в Уппсале в 1761 году, и в 1769 году в финской общине Пелло, результатом чего стала публикация Шведской академией наук его отчётов о солнечном параллаксе и астрономических исследований в Финляндии и Ботническом заливе, использованные позднее при расчёте расстояния от Солнца до Земли.
Помимо собственных исследований Маллет занимался и помощью другим учёным. Так под его руководством Андрес Окерман составил несколько глобусов Земли и неба, а также опубликовал ряд работ по астрономии. Также, получив в 1773 году должность профессора математики в Уппсальском университете, Маллет смог подготовить более двадцати выпускников, защитивших диссертации по математике и геометрии.